# Peqin
Peqin o Peqini es un municipio y villa del condado de Elbasan, en el centro de Albania. El municipio se formó en 2015 mediante la fusión de los antiguos municipios de Gjoçaj, Karinë, Pajovë, Peqin, Përparim y Shezë, que pasaron a ser unidades administrativas. Tiene una población de 26 136 habitantes (censo de 2011) y un área total de 197,79 km². La población en sus límites de 2011 era de 6353 habitantes.
La localidad se ubica a orillas del río Shkumbin sobre la carretera SH7, unos 20 km al oeste de Elbasan.

## Deportes
- Klubi Sportiv Shkumbini Peqin